# Sterculia pexa
Sterculia pexa är en malvaväxtart som beskrevs av Jean Baptiste Louis Pierre. Sterculia pexa ingår i släktet Sterculia och familjen malvaväxter. Utöver nominatformen finns också underarten S. p. yunnanensis.